# Eiler Augustsson
Eiler Augustsson, född 1950, är en kriminalinspektör och som varit med och löst många brott som fått mycket mediauppmärksamhet. Han var med och startade embryot till gruppen för gärningsmannaprofilering i samband med Lasermannen-fallet. Han var också delaktig tillsammans med Benniet Henricson i förhöret där Jackie Arklöv erkände att han avrättade poliserna i Malexandermorden. Eiler Augustsson var också medlem i profileringsgruppen som hjälpte till att Peter Mangs kunde gripas.
När cold case-grupperna startade upp så var Augustsson gruppchef för cold case-gruppen på polisen i Stockholms län.
Den 1 februari 2010 släpptes en rapport om hur mordet på Pernilla Hellgren i Falun sköttes. Rapporten författades av dåvarande professor Leif G.W. Persson och åklagare Mikael Björk. Mordet tog åtta år att klara upp och fick inte en upplösning förrän den morddömde Anders Eklund (brottsling) blev intressant i samband med Englamordet. Eiler Augustsson, Toni DemitzHelin, Kristoffer Mueller, samt Bertil Salin användes som expertråd när rapporten författades.